# Герардус Мойман
Герардус Леонардус Мойман (нід. Gerardus Leonardus Mooyman; 23 вересня 1923, Апелдорн — 21 червня 1987, А-ен-Гюнзе) — нідерландський доброволець військ СС, унтерштурмфюрер військ СС. Кавалер Лицарського хреста Залізного хреста.

## Біографія
Син торговця-католика, який під час Великої депресії приєднався до націонал-соціалістичного руху. Спочатку навчався на слюсаря, потім працював помічником фармацевта. В квітні 1942 року поступив на службу в добровольчий полк СС «Північний Захід», потім перейшов у добровольчий легіон СС «Недерланд». З січня 1943 року воював на Східному фронті. 13 лютого 1943 року в районі Ладозького озера знищив 13 радянських танків. 20 лютого 1943 року став першим іноземним добровольцем-кавалером Лицарського хреста Залізного хреста. Після цього активно використовувався нацистською пропагандою і подорожував Нідерландами. Висувались пропозиції називати вулиці нідерландських міст іменем Моймана, проте той відмовився. В серпні 1943 року поступив на офіцерські курси в юнкерське училище СС. Навесні 1944 року повернувся на Східний фронт. 4 травня 1945 року взятий у полон американськими військами. В 1946 році засуджений до 6 років позбавлення волі за колабораціонізм, в серпні 1949 року звільнений. Решту життя провів як непомітний підприємець. В 1967 році дав інтерв'ю журналу «Revue», в якому засудив злочини нацистів і заявив, що зробив помилку, коли вступив у війська СС. Загинув в автокатастрофі.

## Звання
- Штурмманн військ СС (20 лютого 1943)
- Роттенфюрер військ СС (1943)
- Унтершарфюрер військ СС (1943)
- Щтандартеноберюнкер військ СС (літо 1944)
- Унтерштурмфюрер військ СС (21 червня 1944)

## Нагороди
- Медаль «За зимову кампанію на Сході 1941/42» (вересень 1942)
- Залізний хрест
  - 2-го класу (6 лютого 1943)
  - 1-го класу (10 лютого 1943)
- Лицарський хрест Залізного хреста (20 лютого 1943) — як командир гармати 14-ї роти добровольчого легіону СС «Недерланд»; після війни віддав нагороду колекціонеру.
- Штурмовий піхотний знак в сріблі
- Нагрудний знак «За поранення» в сріблі
- Нарукавний знак «За знищений танк»